# ۱۱۸۷ (خورشیدی)
۱۱۸۷ هزار و صد و هشتاد و هفتمین سال هجری خورشیدی است.

## رویدادها
- ۲۴ بهمن – بازگشت ژنرال گاردان نمایندهٔ ناپلئون بناپارت و همراهانش به فرانسه از تهران
- ۲۵ بهمن – ورود سر هارفورد جونز بریجز، نمایندهٔ انگلستان به تهران
- ۲۱ اسفند – امضای پیمان مودت در تهران میان حکومت فتحعلی‌شاه قاجار و پادشاهی متحد بریتانیای کبیر و ایرلند